# Stettiner Tunnel

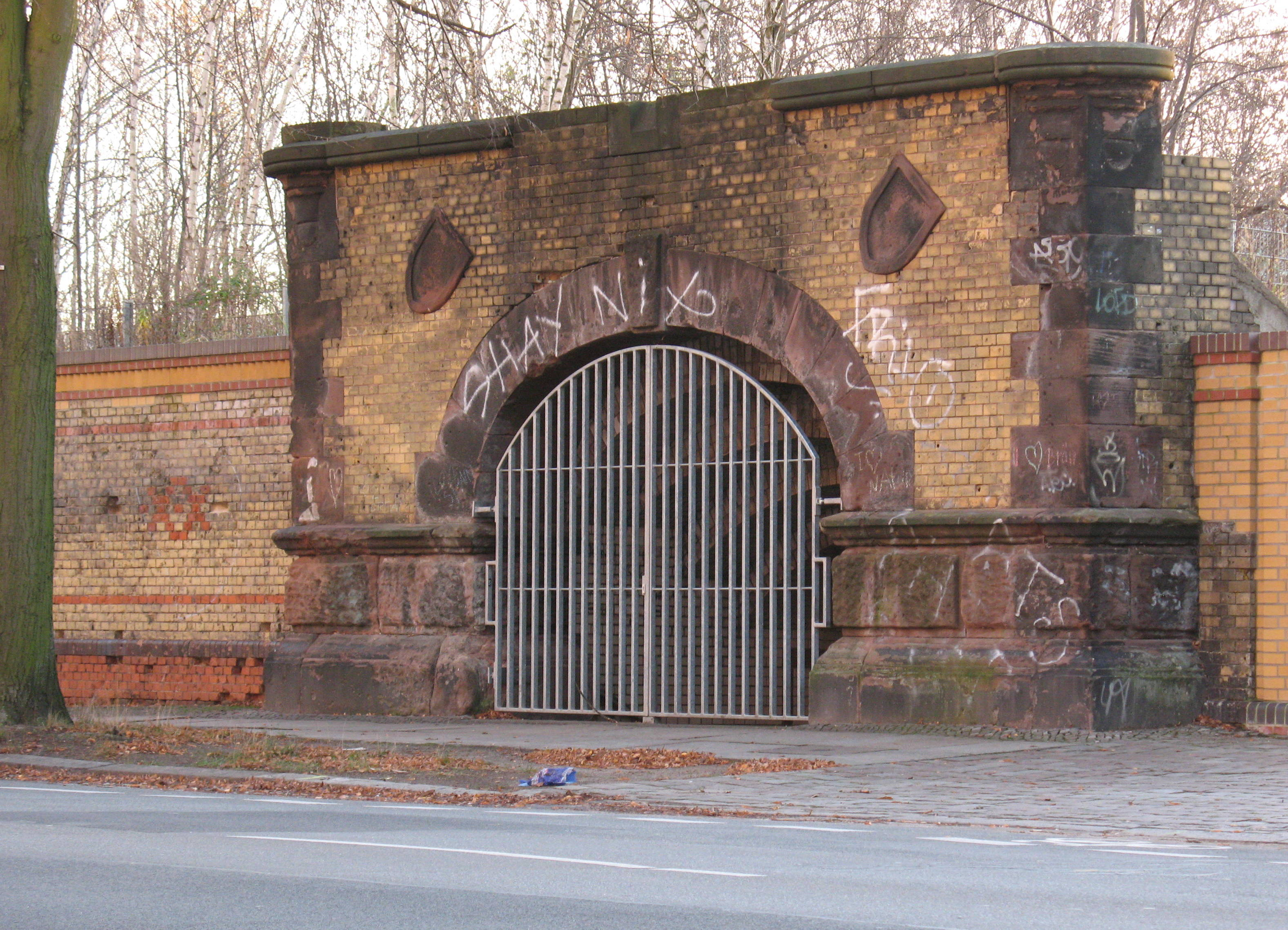
Portal an der Gartenstraße

Der Stettiner Tunnel (auch Fußgängertunnel Schwartzkopffstraße genannt) ist ein teilweise zugeschütteter Fußgängertunnel unter dem Park auf dem Nordbahnhof, dem Gelände des ehemaligen Stettiner Bahnhofs, im Berliner Bezirk Mitte. Als erster Fußgängertunnel Berlins 1896 eröffnet, diente er seinerzeit mangels anderer Querverbindungen als Verbindungsglied zwischen der Schwartzkopffstraße in der Oranienburger Vorstadt und der Gartenstraße im Ortsteil Gesundbrunnen.

## Geschichte
Im Laufe der Jahre siedelten sich immer mehr Anwohner um den Stettiner Bahnhof an, einen der größten Berliner Kopfbahnhöfe. Zunächst genügte ein einfacher Fußgängerüberweg als Verlängerung der Schwartzkopffstraße über die Gleisanlagen des Fernbahnhofs als Querverbindung zwischen den dicht besiedelten Mietskasernen in der Gartenstraße und den Maschinenbau-Fabriken entlang der Chausseestraße.

Lageplan, 1897

Als 1895 die Königliche Eisenbahndirektion Berlin die Umgestaltung und Höherlegung des Stettiner Bahnhofs beschlossen hatte, wurden auch die Bedingungen für einen Fußgängertunnel präzisiert, den die städtische Baudeputation bereits 1891 mit einer Entwurfsskizze gefordert hatte. Unter den Voraussetzungen, dass der Tunnel in seiner ganzen Länge gewölbt gebaut wird, sich keine Licht- und Luftschächte zwischen den Gleisen befinden und die Stadtgemeinde für alle entstehenden Kosten aufkommt, beauftragte Karl von Thielen, der damalige preußische Minister der öffentlichen Arbeiten, die königliche Eisenbahndirektion, Verhandlungen mit dem Magistrat aufzunehmen.
Da der Tunnel vor der Höherlegung des Stettiner Fernbahnhofs und dem Bahnhofsneubau für den Stettiner Vorortbahnhof fertiggestellt werden musste, wurde das Eisenbahnbetriebsamt, welches unter Beteiligung von Armin Wegner auch die Bahnhofsbauten erstellte, mit dem Bau des Tunnels beauftragt.
Der Tunnel wurde am 1. Oktober 1896 fertiggestellt und zwei Tage später „für den Fußgängerverkehr geöffnet“. Am 12. Februar 1898 erhielt der Fußgängertunnel seinen Namen ‚Stettiner Tunnel‘; gleichzeitig wurde der vorher namenlose, sich hier aufweitende Straßenabschnitt von der Pflugstraße bis zur Zugangstreppe des Tunnels in die Schwartzkopffstraße eingegliedert.

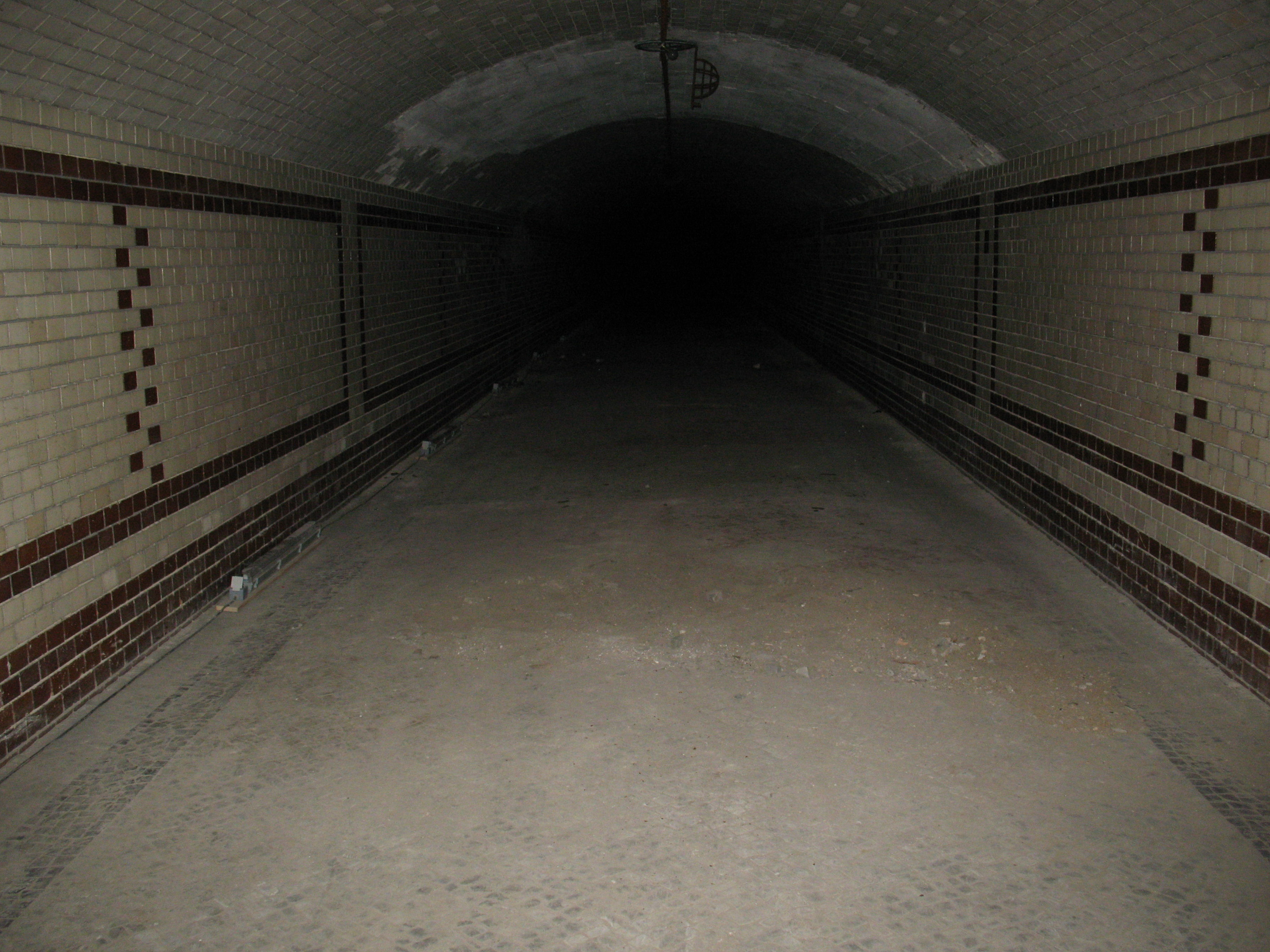
Blick in Richtung Schwartzkopffstraße, mit repariertem Deckenbereich

Auf den Treppen des Ausgangs zur Schwartzkopffstraße kam es am 26. Mai 1932 zwischen Kommunisten und Nationalsozialisten zu Auseinandersetzungen, bei denen angeblich sogar zwei Schüsse gefallen sind. Nationalsozialisten verteilten in der Gegend des Gartenplatzes die Gauzeitung Der Angriff und auf dem Weg zur Schwartzkopffstraße durch den Tunnel wurden sie von den Kommunisten verfolgt, wobei es zu ersten Schlägereien kam. Ein Hilfspförtner der Eisenbahn, der am Tunnel Dienst hatte, vernahm „zwei Schüsse bezw. Detonationen“. Die polizeilichen Ermittlungen wurden im Juni 1932 eingestellt, da nicht festgestellt werden konnte, ob Schüsse getätigt wurden und wer mit der Schlägerei begann.
Als 1934 die Bauarbeiten für den Nord-Süd-Tunnel mit dem Abschnitt Humboldthain – Unter den Linden begannen, konnte der Stettiner Tunnel nicht gänzlich unterfahren werden. So entschied man sich während der relativ kurzen Bauphase von Oktober 1934 bis Dezember desselben Jahres, den Fußgängertunnel zu unterbrechen und zunächst über die gesamte Breite der neuen S-Bahn-Trasse durch ein hölzernes Provisorium nach oben zu verlegen.
Aus Eisenbeton wurde letztendlich eine rund zehn Meter breite podestartige Überbauung über dem darunter liegenden Tunnel errichtet. Von der Gartenstraße aus gesehen verläuft die dazugehörige Treppe mit zwölf Stufen gerade bis zum Antritt mit Podest und führt nach rund drei Metern wieder gerade hinunter mit Zwischenpodest mit jeweils sieben Stufen. Dieses westliche Stück der Anhebung der Sohle ragt in das äußere Gleis der Südrichtung (S-Bahn in Richtung Friedrichstraße) kurz nach der Einfahrt in den Nord-Süd-Tunnel und ist auch heute noch gut an der Tunneldecke erkennbar.
Bereits bei einem der ersten Luftangriffe der Royal Air Force auf Berlin wurde in der Nacht zum 2. November 1940 ein Teil der Tunneldecke zerstört. Dabei wurden 18 Menschen verschüttet, von denen nur acht überlebten. Der zerstörte Deckenbereich wurde von Januar bis März 1951 repariert und mit Beton ausgegossen.
Der Kalte Krieg machte auch vor dem Tunnel keinen Halt. Wurde zunächst nur mit (heute noch erkennbaren) Pfeilen darauf hingewiesen, dass das Portal in der Gartenstraße, nun im Französischen Sektor der geteilten Stadt, sich nicht mehr im „Demokratischen Sektor“ befindet, wurde der Tunnel bereits am 18. September 1952 von den DDR-Behörden vermauert. Dennoch entschlossen sich engagierte Eisenbahner 1955, aus der Ruine des alten S-Bahn-Betriebswerks ein Kulturhaus für Eisenbahner zu schaffen. Dieses war durch die Schließung des dazugehörigen Bahnhofs nur noch vom Fußgängertunnel aus zu erreichen. Wann allerdings der unter Beibehaltung der architektonischen Vorgaben erfolgte Einbau des Übergangs zum Betriebswerk angelegt wurde, ist nicht bekannt.
In den Bauakten des Fußgängertunnels lassen sich jedoch Anfang des Jahres 1900 unter anderem vom Bezirksverein der Oranienburger Vorstadt  oder der Allgemeinen Elektricitäts-Gesellschaft Forderungen an die Städtische Bau-Deputation nach einem parallel zur Chausseestraße verlaufenden Stichtunnel vom Stettiner Tunnel finden.
Nach dem Mauerbau 1961 wurde im Tunnel zusätzliches Mauerwerk eingezogen; der Todesstreifen befand sich nun direkt oberhalb des Tunnels. Seit 1969 fand sich der Tunnel nicht mehr auf den Stadtplänen.
Der Stettiner Tunnel geriet in Vergessenheit und wurde durch die Deutsche Bahn AG erstmals 2002 begangen, um den Zustand der Unterführung festzustellen. Es wurden mehrere „Substanzschäden“ und eine „Verbauung“ durch zwei kreuzende Gasrohre der Größe DN 600 festgestellt, die zu DDR-Zeiten eingebaut wurden.
Der Bebauungsplan I-52 a Nordbahnhof, der zu zahlreichen Umbauten auf dem ehemaligen Gelände des Stettiner Bahnhofs führte, sieht ein Gehrecht gemäß § 9 Abs. 1 Nr. 21 BauGB von der Schwartzkopffstraße zur Feldstraße vor.
Deshalb wurde im Mai 2005 der Tunnelbereich am bereits zu DDR-Zeiten abgetragenen Eingang Schwartzkopffstraße bei Straßenbauarbeiten freigelegt und der Tunnel anschließend mit Betonplatten versiegelt, um die verlängerte Schwartzkopffstraße mit der am 18. November 2005 eröffneten Caroline-Michaelis-Straße zu verbinden.
Entlang der Caroline-Michaelis-Straße sollte zunächst eine S-Bahn-Abstellanlage entstehen, die durch die Wiedereröffnung des Nordrings benötigt wird. Dadurch sollte der provisorische ebenerdige Zugang von der Schwartzkopffstraße zum Park auf dem Nordbahnhof und damit zur Gartenstraße wieder unterbrochen werden. Doch eine Nachfolge des vor dem Kalten Krieg vorhandenen Fußgängertunnels, den die Deutsche Bahn als „sehr eng“ bezeichnet, wird es; anders als zunächst im Bebauungsplan vorgesehen, nicht geben. Grund hierfür ist die zu enge Bebauung entlang der Caroline-Michaelis-Straße. Stattdessen wurde zwischen den Bahnhöfen Tempelhof und Südkreuz auf dem Gelände des ehemaligen S-Bw Papestraße die Zugbildungsanlage Tempelhof errichtet.
Im November 2007 wurde das 1952 verschlossene Portal in der Gartenstraße geöffnet und zum Schutz vor Vandalismus zunächst nur mit einer Holzwand verschlossen, bevor ein Eisengitter Mitte Dezember des gleichen Jahres angebracht wurde. Aus Anlass des Tages des offenen Denkmals im September 2008 wurde der Tunnel erstmals seit über 50 Jahren der Öffentlichkeit zugänglich gemacht. Im Jahr 2017 bietet die Gedenkstätte Berliner Mauer weitere geführte Besichtigungen des Tunnels an.
Verwaltet wird der Fußgängertunnel und der Park auf dem Nordbahnhof von der Grün Berlin GmbH.

## Aufbau

Längenschnitt des Stettiner Tunnels, 1897

Der mit einem Stichgewölbe überspannte Fußgängertunnel hatte bei seiner Eröffnung eine Länge von 176,65 Meter, eine Breite von 4 Meter und eine Höhe im Scheitel des Gewölbes von 2,8 Meter. Vom Bürgersteig der Gartenstraße (gegenüber der Feldstraße) ist der Tunnel gut sichtbar durch sein heute noch auffälliges Portal begehbar, von dem aus gerade mal sieben Stufen hinabführen. Damit beträgt die Überschüttung des Tunnels circa 2,20 Meter, auf der Höhe des Podestes nur 1,50 Meter.
Von der Schwartzkopffstraße aus schützte ein eisernes Vordach die Stufen des Tunnelmunds vor Witterungseinflüssen. Beleuchtet wurde dieser von einer Bogenlampe. Der Eingang Schwartzkopffstraße existiert allerdings nicht mehr.
Der gesamte Weg im Tunnel wurde wiederum von 21 elektrischen Glühlampen beleuchtet, die sich jeweils am Gewölbescheitel befanden. Der gesamte Fußgängertunnel besteht aus „lasierten Riemchenfliesen“ und wurde bei seinen Umbauten mit diesen angeglichen. Die Gesamtkosten des Tunnelbaus betrugen 186.434 Mark (kaufkraftbereinigt in heutiger Währung: rund 1,63 Millionen Euro).

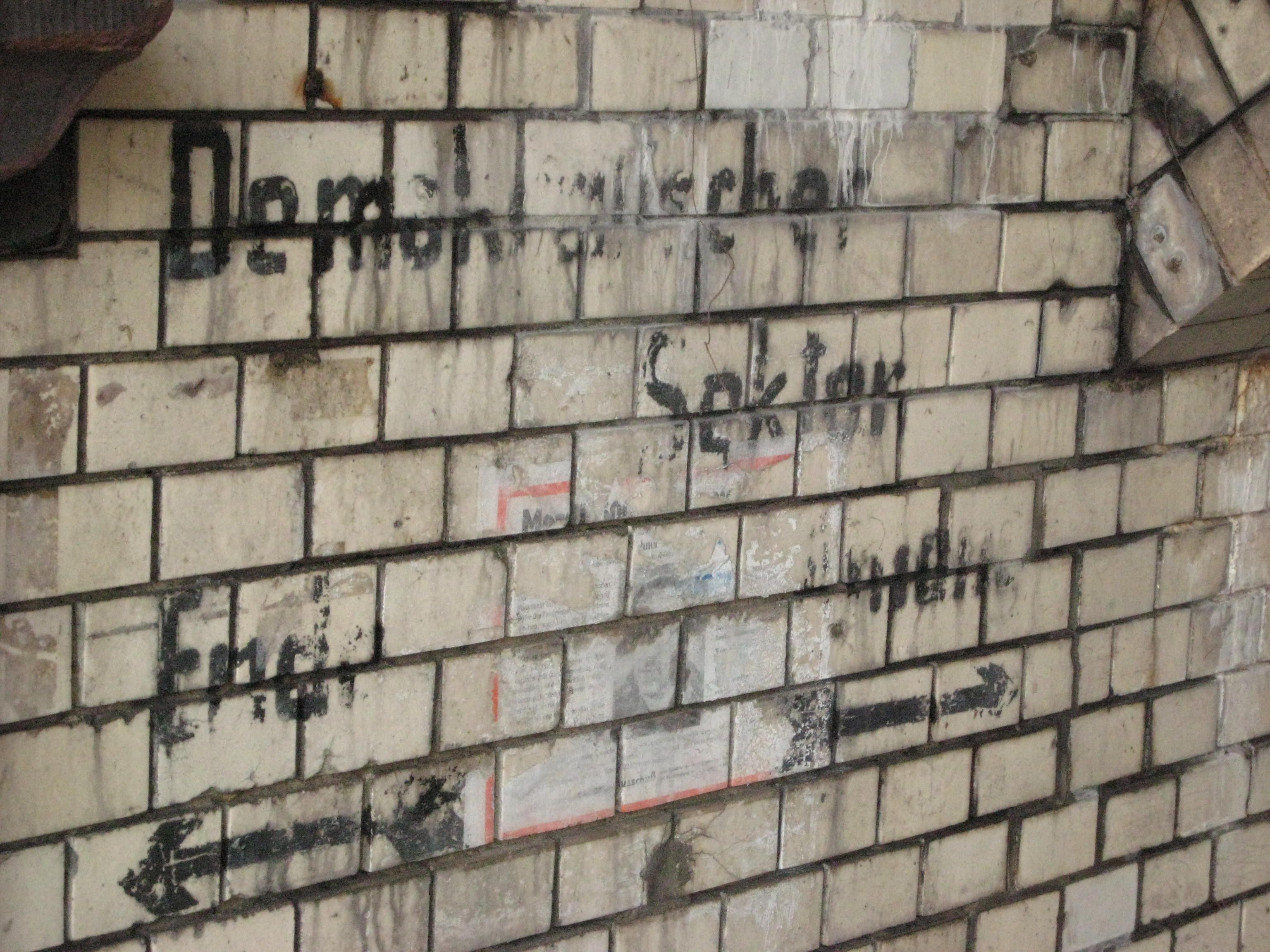
Noch heute sichtbare Sektorenmarkierung unter dem Portal an der Gartenstraße
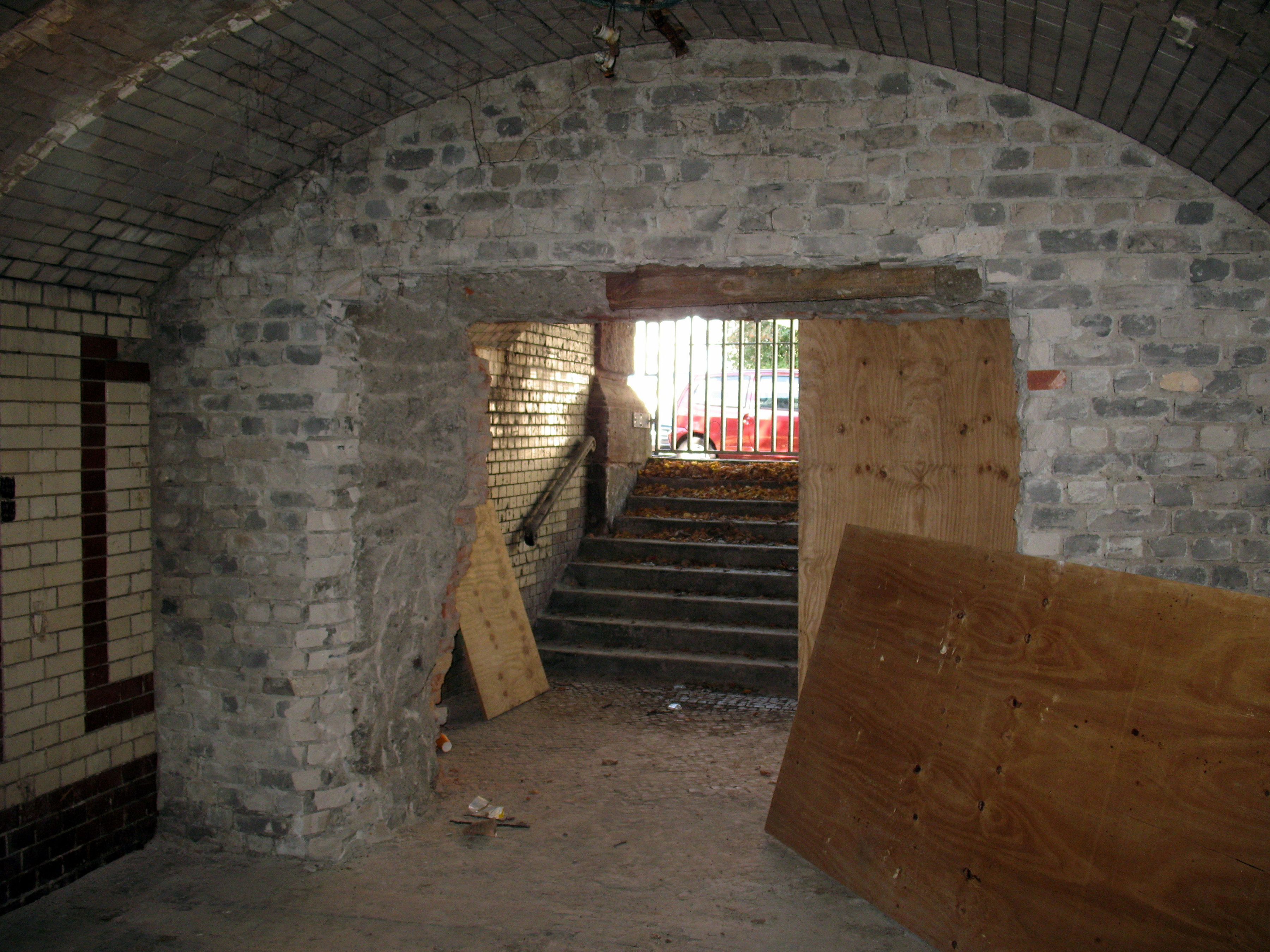
Direkt über dieser Mauer stand auch die Berliner Mauer, Blick Richtung Westen (Gartenstraße)
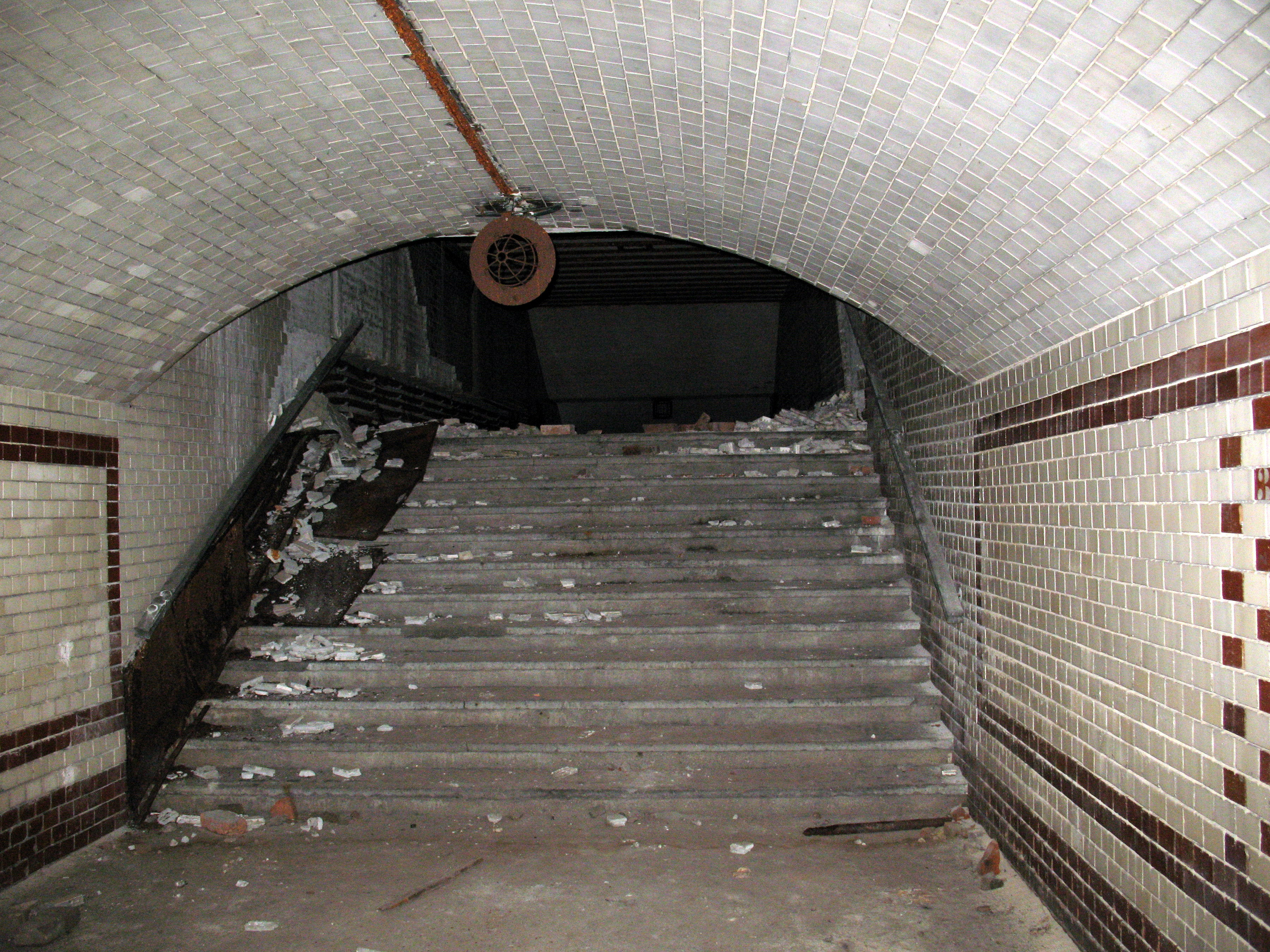
Treppe über dem Nord-Süd-Tunnel der S-Bahn (Blick Richtung Schwartzkopffstraße)
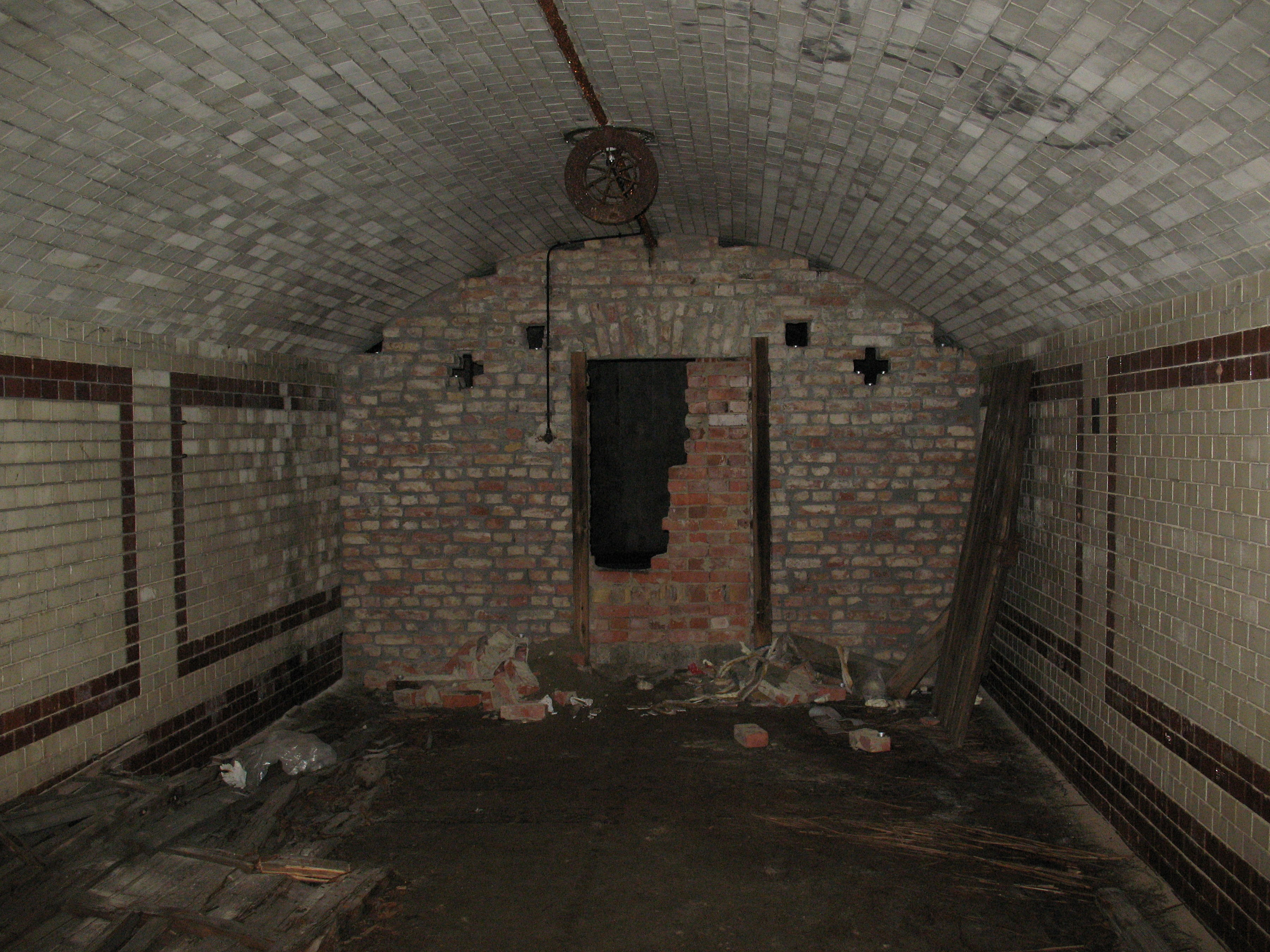
Etwa über dieser Mauer steht bis heute noch ein Stück der Hinterlandmauer
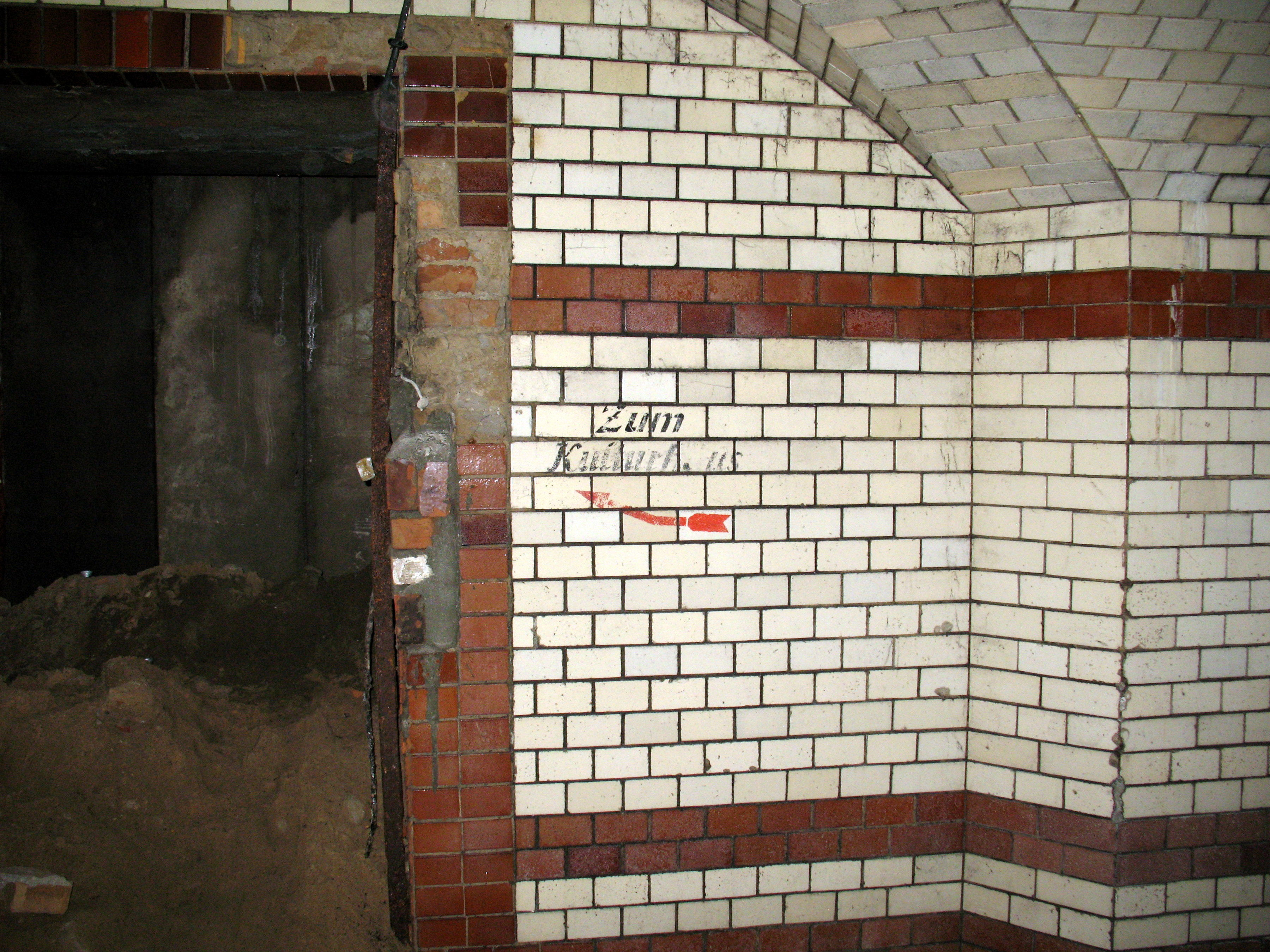
Gleich hinter der Mauer: ehemaliger Aufgang zum Kulturhaus
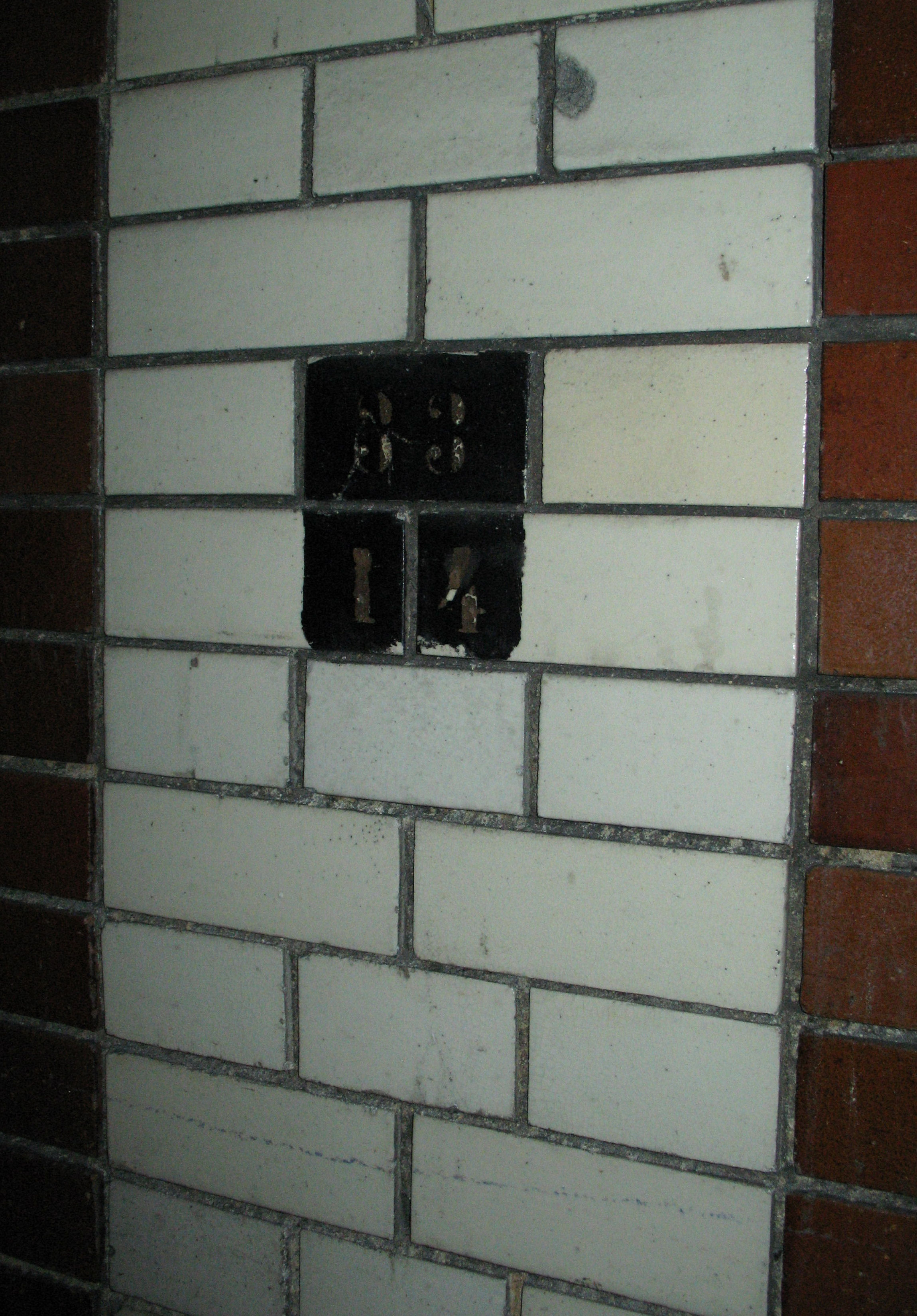
Nummerierung (Blick Gartenstraße)
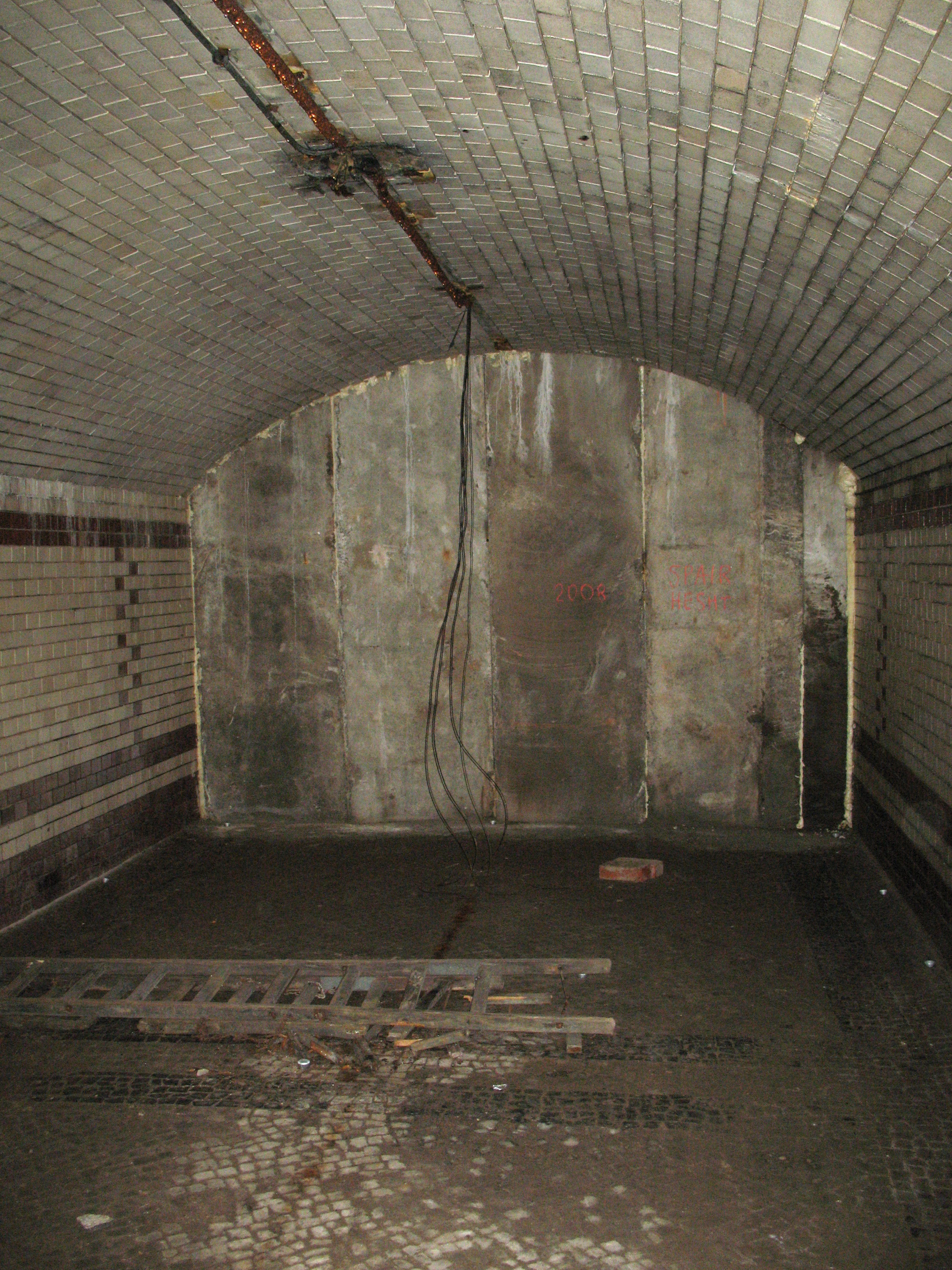
Heutiges Ende des Tunnels, kurz vor der Schwartzkopffstraße. Dahinter befindet sich ein Gasrohr
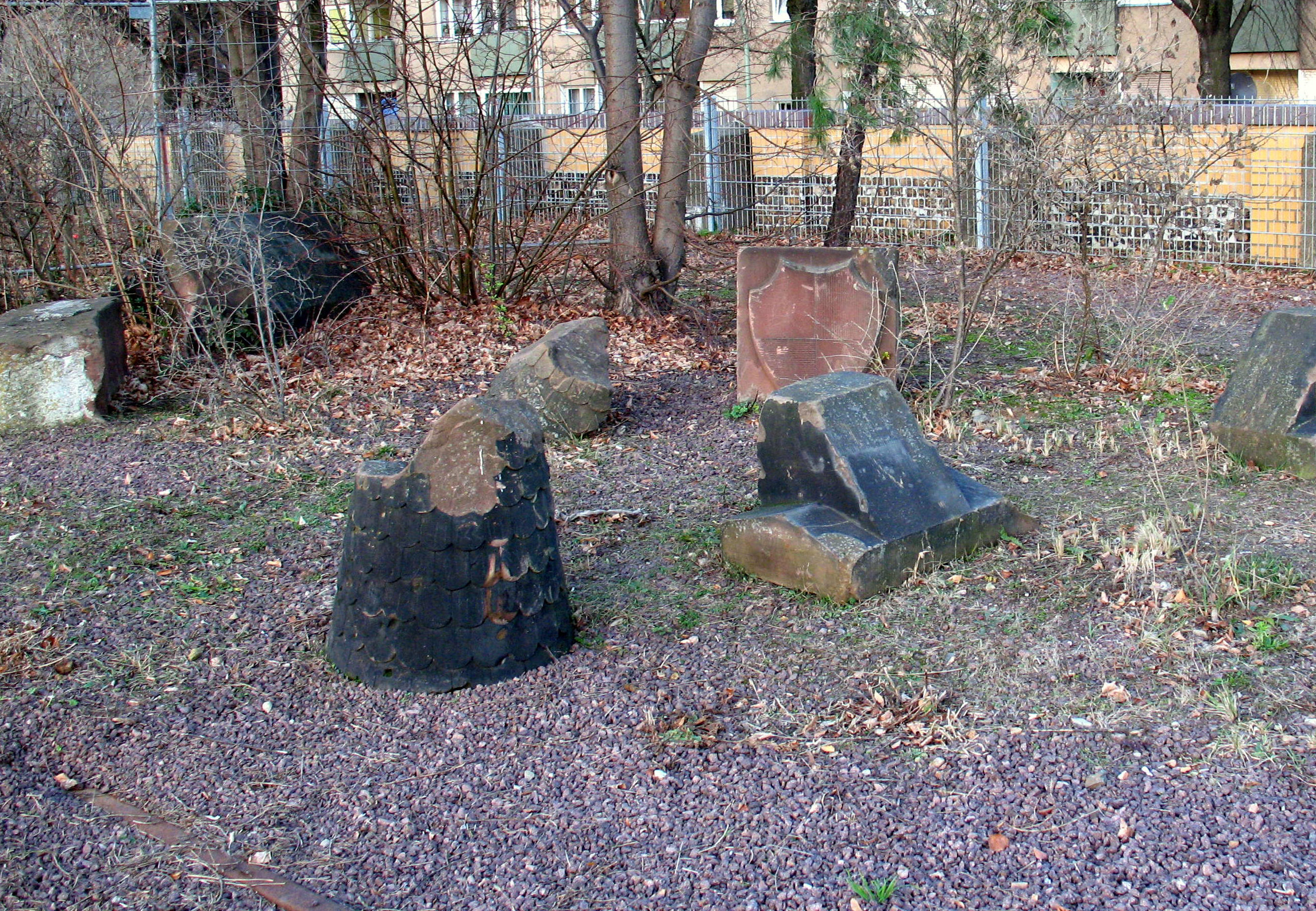
Trümmer vom Portal in der Gartenstraße verstreut im Park